# Pommereschea lackneri
Pommereschea lackneri är en enhjärtbladig växtart som beskrevs av Heinrich Witte. Pommereschea lackneri ingår i släktet Pommereschea och familjen Zingiberaceae. Inga underarter finns listade i Catalogue of Life.